# Gregor Foitek
Gregor Foitek (Zürich, 27 maart 1965) is een Zwitsers autocoureur. Hij maakte zijn Formule 1-debuut in 1989 bij EuroBrun en nam deel aan 22 Grands Prix waarvan hij er 7 mocht starten. Hij scoorde geen punten.
Na zijn Formule 1-carrière reed hij ook nog twee races in de CART voor Foyt Enterprise in 1992. Hij viel in beide races met technische problemen uit.